# Svenska mynt

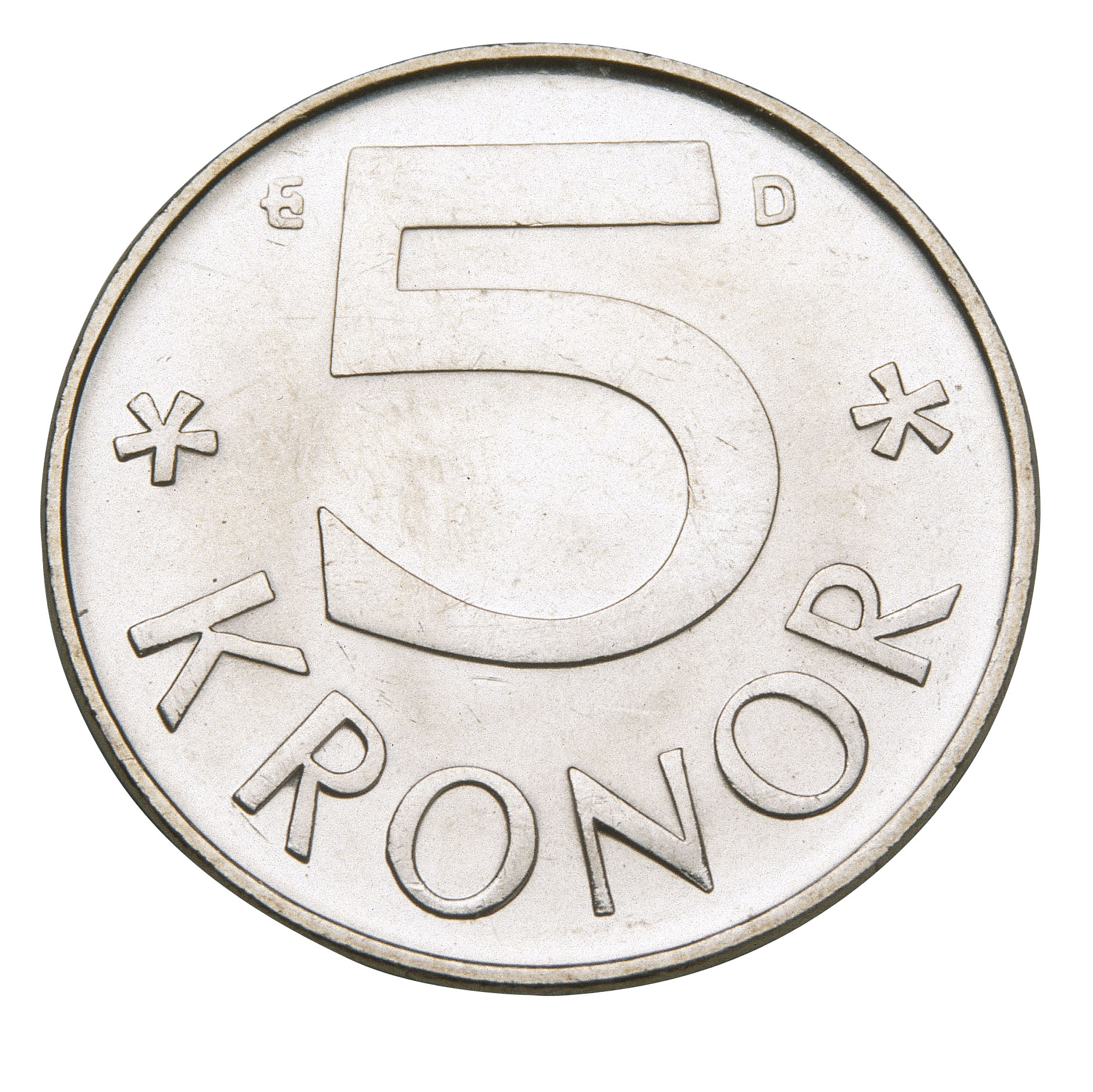
En svensk 5-krona 1976. Detta mynt blev ogiltigt den 30 juni 2017.

Svenska mynt har präglats sedan Olof Skötkonungs tid, för första gången cirka år 995–1000, och fram till nutid.
I Sverige finns för närvarande fyra olika mynt som betalningsmedel, värda en krona, två kronor, fem kronor och tio kronor.

## Historik fram till 1800-talet
De första mynten under Olof Skötkonung cirka år 995–1000 torde snarast ha vägts än räknats. Efter 1030 upphörde myntningen och återinfördes först under slutet av 1100-talet. Det handlade då om penningar och örtugar i ett system där marken var den högsta enheten. I praktiken fungerade mynten främst som värdeenheter utifrån sin silvervikt, och parallellt användes svenska och utländska mynt, speciellt under den period av närmare hundra år då inga svenska mynt präglades. Svealand, Götaland och Gotland hade olika penningsystem.
1534 infördes dalern av kung Gustav Vasa, vilket senare ändrades till riksdaler. Under 1600-talet började man prägla karoliner. Genom myntrealisationen 1776 slutade man räkna i mark och karoliner och riksdalern blev huvudmynt som delades upp i 48 skillingar.
1873 skapades den svenska kronan som mynt när Danmark och Sverige beslutade sig för att ersätta sina gamla valutor med en gemensam valuta som därmed ersatte riksdalern (Skandinaviska myntunionen).

### Benämningar på mynt i Sverige
Under Gustaf l:s första regeringsår fanns inte större inhemska mynt än örtug, men deremot hade redan länge en mängd utländska mynt begagnats. Ar 1521 lät Gustaf slå klipping som var ett fyrkantigt klippt mynt, från början danskt, samt fyrk, till värde lika med 4 öre. År 1524 slogs öre, 1537 markstycken och 1574 ett rundt mynt, lika värt och stort som tyska dalrar, och kallades riksdaler. Den 7 januari 1605 reglerades svenska myntet. Daler och riksdaler hade då lika värde. Penning, som också var ett präglat mynt, jämte öre och mark, blev de mest gångbara . Ar 1625 började Gustaf II Adolf slå mynt av koppar för daler, mark och öre. Då uppkom tre slags daler, den gamle riksdalern, vanligen kallad ortsdaler, eller slagendaler, samt daler silvermynt och daler kopparmynt, liksom även öre i både silver och koppar. 1664 bestämdes en ny myntordning varvid riksdaler skildes från daler, mark och öre eller runstycken, som de även kallades. De tre senare jämte silvermyntet karolin, som gällde 2 mark eller en halv daler, blev de gångbara mynten. Utmyntningen av plåtmynt började 1644, och 1776 upphörde plåtmyntet att vara lagligt betalningsmedel.

## Mynt präglade 1844–1854
Dessa mynt präglades under Oscar I:s tid. Liknande mynt präglades före hans tid.
| Valör      | Utgivningsår | Metall/vikt |
| ---------- | ------------ | ----------- |
| 1/6 sk bco | 1844–1855    | br 2,4 g    |
| 1/3 sk bco | 1844–1855    | br 4,7 g    |
| 2/3 sk bco | 1844–1855    | br 7,6 g    |
| 1 sk bco   | 1844–1855    | br 11,3 g   |
| 2 sk bco   | 1844–1855    | br 18,9 g   |
| 4 sk bco   | 1849–1855    | br 25,2 g   |
| 1 rd rm    | 1857         | sm 8,50 g   |
| 2 rd rm    | 1857         | sm 17,0 g   |
| 1 rd sp    | 1855–1859    | sm 34,0 g   |
| 1/32 rd sp | 1851–1853    | sm 1,06 g   |
| 1/16 rd sp | 1845–1855    | sm 2,13 g   |
| 1/8 rd sp  | 1852         | sm 4,25 g   |
| 1/4 rd sp  | 1846–1852    | sm 8,50 g   |
| 1/2 rd sp  | 1845–1852    | sm 17,0 g   |
| 1 rd sp    | 1844–1855    | sm 34,0 g   |
| 1 dukat    | 1844–1859    | gm 3,49 g   |
| 2 dukater  | 1850–1857    | gm 6,97 g   |
| 4 dukater  | 1846–1852    | gm 13,95 g  |

- Årtalsintervallet anger det år då myntet först och sist präglades.
- Siffran anger vikten
- br = bronsmynt
- sm = silvermynt
- gm = guldmynt
- rd bco = riksdaler banco
- rd rm = riksdaler riksmynt
- rd sp = riksdaler specie (1 rd sp = 4 rd rm]
- sk bco = skilling banco

## Modernare mynt, präglade från 1855

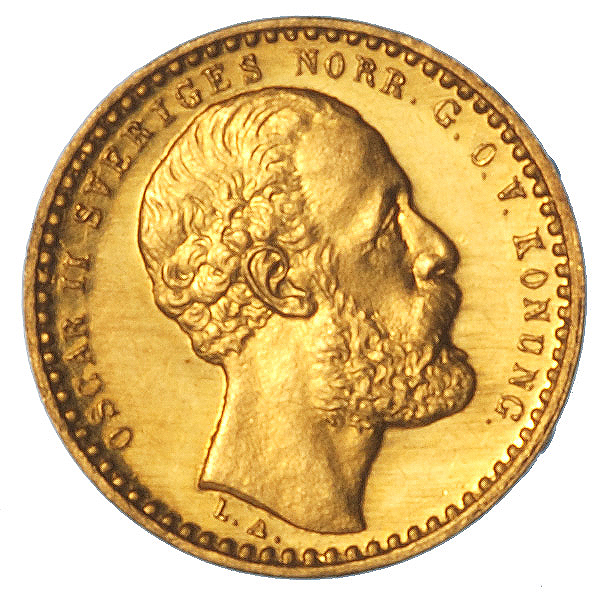
10 kronor, provmynt slaget i guld, (utan årtal men cirka år 1882)

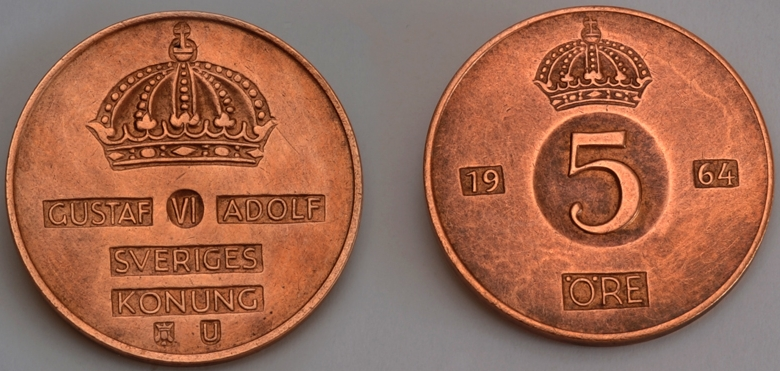
5 öre från 1964

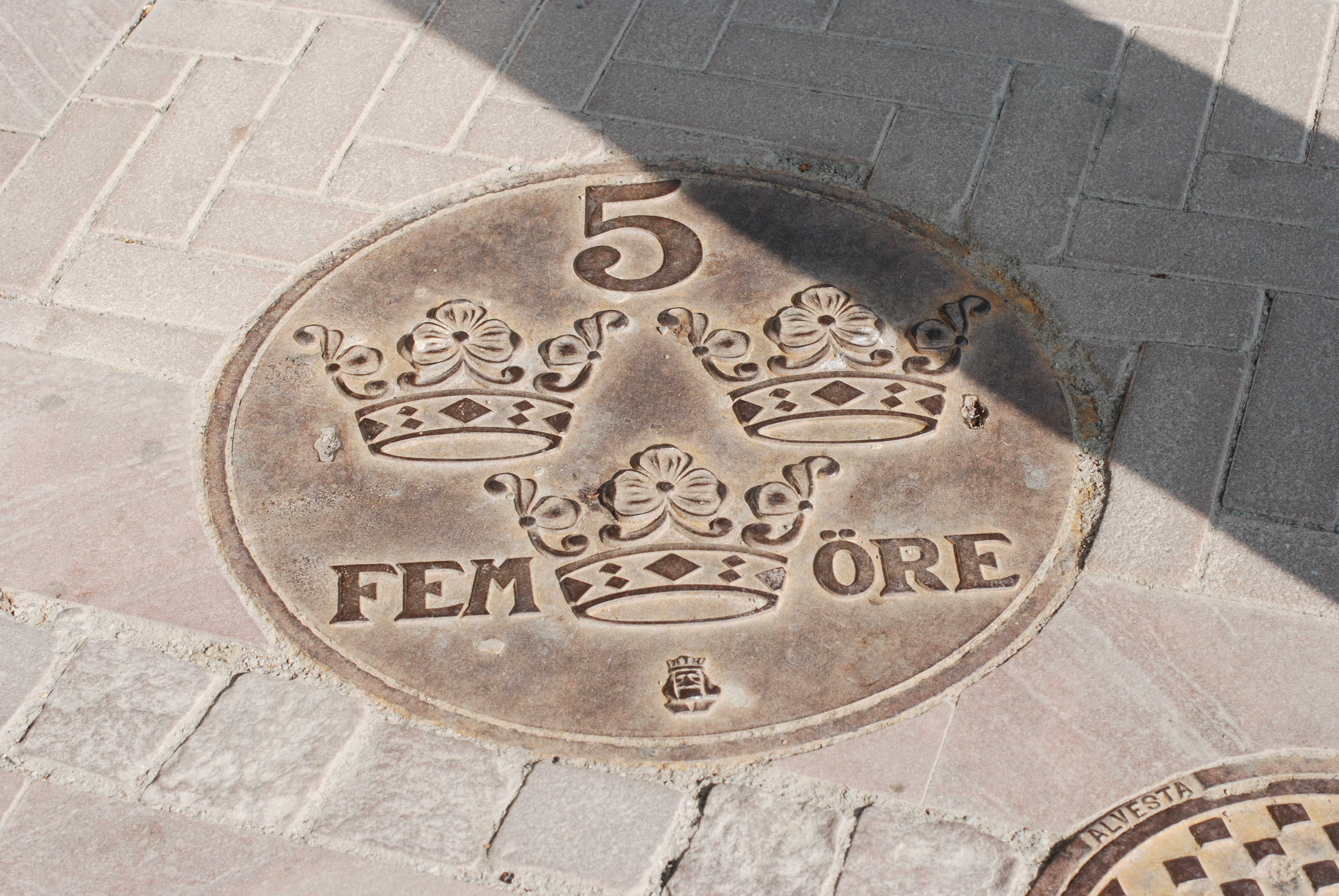
Femöring som markplatta, Högdalens centrum i Stockholm

År 1855 införs öre, som är en hundradels riksdaler riksmynt. Riksdaler riksmynt var också något nytt 1855, definierades som 1/4 riksdaler specie. År 1873 byttes namnet på riksdaler riksmynt till krona.
| Valör                | Användes åren | Präglades åren | Diameter |
| -------------------- | ------------- | --- | -------- |
| 1/2 öre              | 1855–1873     | Kopparmynt: 1856–1858, 1867. |          |
| 1 öre                | 1855–1971     | Kopparmynt: 1856–1858, 1860–1867, 1870–1872, 1873. Bronsmynt: 1874–1886, 1888–1907, 1909–1916, 1919–1950, 1952–1971. Järnmynt: 1917–1919, 1942–1950. |          |
| 2 öre                | 1855–1971     | Kopparmynt: 1856–1858, 1860–1867, 1871–1872, 1873. Bronsmynt: 1874–1886, 1888–1902, 1904–1907, 1909–1910, 1912–1916, 1919–1942, 1950, 1952–1971. Järnmynt: 1917–1920 + 1942 (ljust järn), 1942–1950 (mörkt järn)                                                                      |          |
| 5 öre                | 1855–1984     | Kopparmynt: 1857–1858, 1860–1867, 1872, 1873. Bronsmynt: 1874–1892, 1895–1907, 1909–1917, 1919–1942, 1950, 1952–1971; Mindre storlek: 1972–1973, 1976–1984. Järnmynt: 1917–1919, 1942–1950.                                                                                           |          |
| 10 öre               | 1855–1991     | Silvermynt: 75 %: 1857–1859, 1861–1865, 1867, 1869–1871, 1872–1873; 40 %: 1874–1876, 1880–1884, 1887, 1890–1892, 1894, 1896–1900, 1902–1904, 1907, 1909, 1911, 1913–1919, 1927–1950, 1952–1962. Nickelmynt: 1920–1921, 1923–1925, 1940–1941, 1946–1947, 1962–1973, 1976–1991.         |          |
| 25 öre               | 1855–1984     | Silvermynt: 75 %: 1855–1859, 1862, 1864–1867, 1871; 60 %: 1874–1878, 1880–1881, 1883, 1885, 1889–1890, 1896–1899, 1902, 1904–1905, 1907, 1910, 1912, 1914, 1916–1919, 1927–1934, 1936–1941; 40 %: 1943–1950, 1952–1961. Nickelmynt: 1921, 1940–1941, 1946–1947, 1962–1973, 1976–1984. |          |
| 50 öre               | 1855–2010     | Silvermynt: 75 %: 1857, 1862; 60 %: 1875, 1877–1878, 1880–1881, 1883, 1898–1899, 1906–1907, 1911–1912, 1914, 1916, 1919, 1927–1931, 1933–1936, 1938–1939; 40 %: 1943–1950, 1952–1958, 1961. Kopparnickelmynt: 1920–1921, 1924, 1940, 1946–1947, 1962–1973, 1976–1991.                 |          |
| 50 öre               | 1855–2010     | Koppar: 1992–2009 | 18,75 mm |
| 1 kr                 | Från 1873     | Silvermynt: 80 %: 1875–1877, 1879–1881, 1883–1884, 1887–1890, 1897–1898, 1901, 1903–1904, 1906–1907, 1910, 1912–1916, 1918, 1923–1942; 40 %: 1942–1950, 1952–1968. Kopparnickelmynt: 1968–1973, 1976–2005, 2007–2009, 2012–2013                                                       | 25 mm    |
| 1 kr                 | Från 1873     | Kopparpläterade stålmynt 2016– | 19,5 mm  |
| 1 riksdaler riksmynt | 1855–1873     | Silvermynt: 1857, 1860–1862, 1864–1865, 1867, 1871, 1873. | 25 mm    |
| 2 kr                 | Från 1873     | Silvermynt: 80 %: 1876–1878, 1880, 1890, 1892–1893, 1897–1898, 1900, 1903–1904, 1906–1907, 1910, 1912–1915, 1922, 1924, 1926, 1928–1931, 1934–1940; 40 %: 1942–1950, 1952–1966. Jubileumsmynt: 80%: 1897, 1907, 1921, 1932, 1938. Kopparnickelmynt: 1968–1971.                        | 31 mm    |
| 2 kr                 | Från 1873     | Kopparpläterade stålmynt 2016– | 22,5 mm  |
| 2 riksdaler riksmynt | 1855–1873     | Silvermynt: 1857, 1862, 1864, 1871. |          |
| 4 riksdaler riksmynt | 1855–1873     | Silvermynt: 1855–1857, 1859, 1861–1871. |          |
| 5 kr                 | Från 1873     | Guldmynt: 1881–1883, 1886, 1894, 1899, 1901, 1920. Silvermynt: 40%: 1954, 1955, 1971. Jubileumsmynt: 90 %: 1935; 40 % 1952, 1959, 1962, 1966. |          |
| 5 kr                 | Från 1873     | Kopparnickelmynt: 1972–1973, 1976–2005, 2007–2009 | 28,5 mm  |
| 5 kr                 | Från 1873     | Gulmetall: 2016– | 23,75 mm |
| 10 kr                | Från 1873     | Guldmynt: 1873–1874, 1876–1877, 1880, 1883, 1894–1895, 1901. Silvermynt: Jubileumsmynt: 1972. | 18 mm    |
| 10 kr                | Från 1873     | Gulmetall: 1991–2000, 2001–2009 | 20,5 mm  |
| 20 kr                | 1873–1931     | Guldmynt: 1873–1881, 1884–1887, 1889–1890, 1895, 1898–1902, 1925. |          |
| 1 carolin            | 1868–1872     | Guldmynt: 1868, 1869, 1871, 1872. |          |
| 1 dukat              | 1654–1868     | Guldmynt: 1855–1859 (denna typ egentligen från 1844), 1860–1868. |          |

## Nya mynt oktober 2016

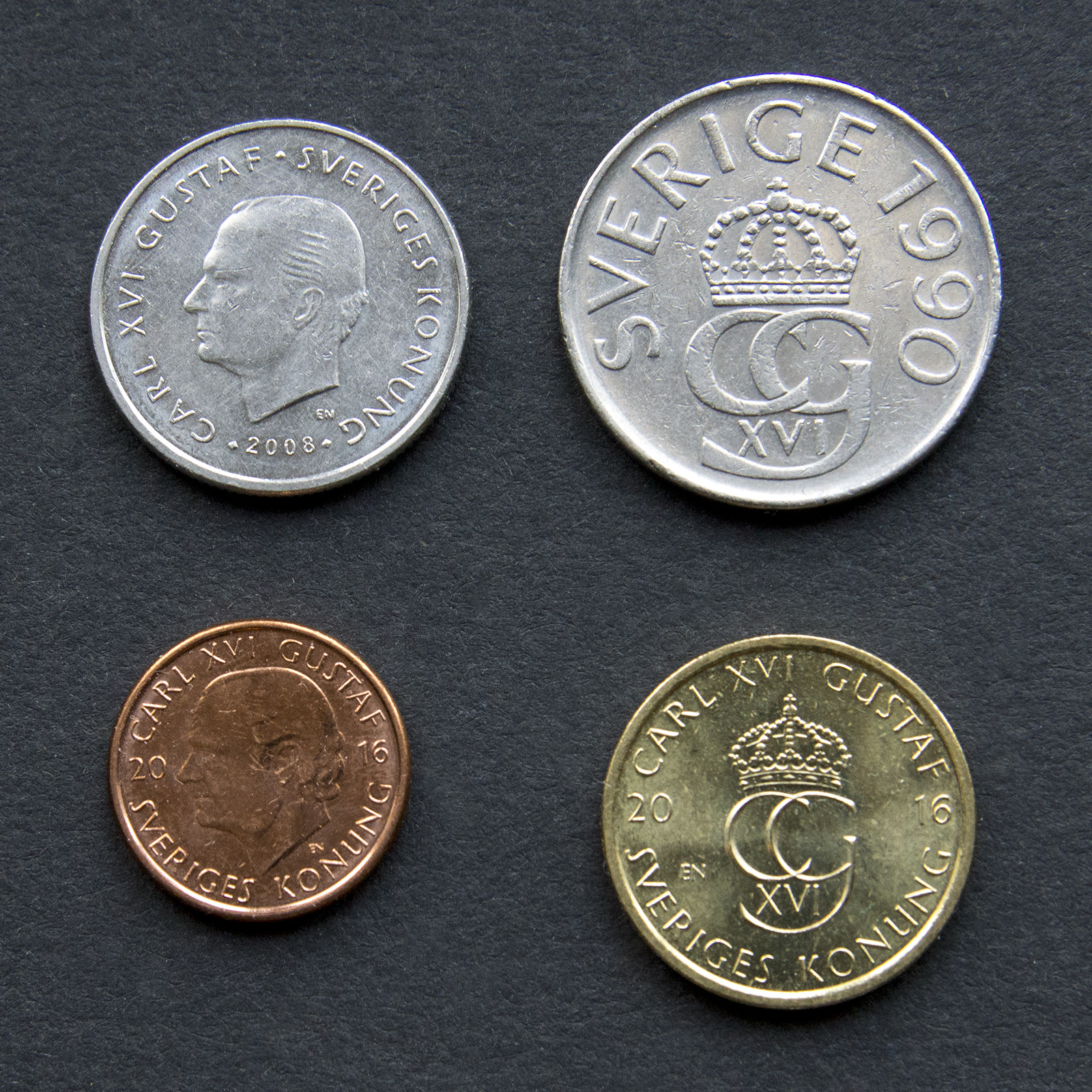
De nya mynten (nedre raden) är mindre och lättare än föregående versioner (övre raden).

I september 2012 presenterade Sveriges riksbank nya mynt, vilka togs i bruk oktober 2016. Det tidigare tiokronorsmyntet behålls, medan enkronan och femkronan ersattes och myntserien kompletteras med en ny tvåkrona. Skulptören Ernst Nordin vann tävlingen om utformning med ett förslag på temat Sol, vind och vatten efter en sång av Ted Gärdestad. Solstrålar, en vindpust och vågor ingår i utformningen på siffersidorna av respektive enkronan, tvåkronan och femkronan.
Den nya enkronan tillverkas i kopparpläterat stål med en vikt av 3,6 gram, en diameter av 19,5 mm och en tjocklek på 1,79 mm. Tvåkronan tillverkas också  i kopparpläterat stål med en vikt av 4,8 gram, en diameter av 22,5 mm och en tjocklek på 1,79 mm. Den nya femkronan tillverkas av kopparlegeringen Nordic Gold med en vikt av 6,1 gram, en diameter av 23,75 mm och en tjocklek på 1,95 mm.
De nya mynten tillverkas i Nederländerna av Koninklijke Nederlandse Munt. De gamla mynten, som dessa ersätter, blev ogiltiga den 30 juni 2017.

## Lagstiftning
Lagen (1988:1385) om Sveriges riksbank i dess lydelse per den 1 januari 2007
säger i det femte kapitlet, att sedlar och mynt som ges ut av Riksbanken är lagliga betalningsmedel. Mynt får ges ut med valörerna femtio öre, en krona, fem kronor och tio kronor. Från och med den 1 januari 2011 får mynt ges ut med valörerna en krona, två kronor, fem kronor och tio kronor. Dessutom får minnes- och jubileumsmynt med andra valörer ges ut. 
Lagliga betalningsmedel är mynt i valörerna 1 krona, 2 kronor och 5 kronor (präglade från och med 2016) samt 10 kronor (präglade från och med 1991). Äldre mynt är alltså inte giltiga betalningsmedel, med undantag av alla jubileums- och minnesmynt som präglats sedan år 1897.

## Symboler och bokstäver
På svenska mynt kan man hitta några små symboler eller bokstäver
- Präglingsort: Efter 1973 ett E för Eskilstuna. På mynt fram till 1973 Erik den heliges porträtt för Stockholm. Från 2008 präglades mynten i Finland då Myntverket i Finland vann upphandlingen.[10] Då används istället förkortningen för utgivningsorten, S, för Riksbankens huvudkontor i Stockholm. Mynt från slutet av 1600-talet och fram till 1800-talet märkning efter präglingsorten. På kopparmynten präglade i Säter och senare vid Avesta myntverk finns dock vanligen två korslagda pilar. Under Gustav II Adolf användes en fläkt örn på mynten från Arboga, en stående grip på mynten från Nyköping. För plåtmynten användes ofta en märkning av kopparens ursprung, som nödvändigtvis inte har med myntorten att göra.[11]

- Myntmästarmärke: Märke för den person som ansvarar för myntningen. Numera initialen på riksbankschefens namn eller, för mynt präglade 1876-1986, initialen på myntverkschefens namn. Tidigare myntmästarens märke.
- Gravörsignatur: Märke för den person som är ansvarig för myntets utformning, oftast dennes initialer. Detta initialer brukar sitta under porträttets hals. De flesta moderna mynt saknar gravörsignatur, men på moderna tiokronor finns MN för Marita Norin och på enkronor efter 2001 EN för Ernst Nordin.
- Valören brukar förkortas på mynten. Exempel kan vara till exempel ”Ö S M” som kan utläsas på en del äldre silvermynt. ÖSM är en förkortning för öre silvermynt. På kronmynt efter 1909 brukar kronor förkortas ”Kr”. Öre förkortas inte på mynt efter 1855.
- På kopparmynt från 1600- och 1700-talen förekommer att regentens namn förkortats, exempelvis "V E R S" för Ulrica Eleonora Regina Sueciæ (Ulrika Eleonora, Sveriges drottning), "G R S" för Gustavus Rex Sueciæ (Gustav, Sveriges konung) och C R S för Christina Regina Sueciæ (Kristina, Sveriges drottning) eller Carolus Rex Sueciæ (Karl, Sveriges konung). [12]

### Initialer för Riksbankens, Myntverkets chef, eller myntmästaren i Stockholm
- MK  för Marcus Kock 1633–1639
- AG för Anthony Grooth d.y., 1641–1646
- DK för Daniel Kock, 1646–1650
- GW för Georg Wagner, 1658–1664
- FI för Johan Fredrik Herman, 1663
- IK för Isaac Kock, adlad Cronström, 1664–1665
- AK för Abraham Kock, adlad Cronström, 1664–1668
- DF för Daniel Faxell, 1672–1683
- AS för Anders Strömmer, 1684–1699
- HZ för Henrik Zedritz, 1700–1706
- LC för Lorentz Careelberg, 1706–1722
- GZ för Georg Zedritz, 1722–1738
- HM för Hans Malmberg, 1738–1762
- AL för Albrekt Lindberg, 1762–1773
- OL för Olof Lijdin, 1773–1819
- LB för Lars Bergencreutz, 1819–1821
- CB för Christopher Borg, 1821–1837
- AG eller G för Alexander Grandinson, 1838–1855
- ST eller T för Sebastian Tham, 1855–1876
- EB för Emil Brusewitz, 1876–1908
- W för Karl-August Wallroth, 1908–1927
- G för Alf Grabe, 1927–1945
- TS på varandra för Torsten Swensson, 1945–1961
- U för Benkt Ulvfot, 1961–1986
- D för Bengt Dennis, 1986–1993
- B för Urban Bäckström, 1993–2003
- H för Lars Heikensten, 2003–2006
- SI för Stefan Ingves, 2006–